# Rozważna i romantyczna (film)
Rozważna i romantyczna (ang. Sense and Sensibility) – brytyjsko-amerykański melodramat z 1995 roku w reżyserii Anga Lee. Ekranizacja powieści pod tym samym tytułem autorstwa angielskiej pisarki Jane Austen.
Scenariusz do filmu napisała aktorka Emma Thompson, będąca również odtwórczynią jednej z głównych ról. Przyniósł on jej Oscara za najlepszy scenariusz adaptowany. Oprócz tego film był nominowany do nagrody Akademii Filmowej w sześciu innych kategoriach, a na 46. MFF w Berlinie zdobył główną nagrodę Złotego Niedźwiedzia; otrzymał także Złote Globy za najlepszy film dramatyczny i scenariusz. W sumie obraz nagrodzono 28 różnymi nagrodami.

## Produkcja
Zdjęcia do filmu kręcono od kwietnia do czerwca 1995 roku na obszarze kilku angielskich hrabstw. Do lokalizacji wykorzystanych przez filmowców należały:
- Devon (m.in. Saltram House, Flete House, Zamek Compton, kościół w Berry Pomeroy);
- Wiltshire (Trafalgar Park, Wilton House, Mompesson House w Salisbury);
- Somerset (Montacute House);
- Londyn (m.in. Queen's House w Greenwich)[1].

## Obsada
- Kate Winslet jako Marianne Dashwood
- Emma Thompson jako Elinor Dashwood
- Hugh Grant jako Edward Ferrars
- Alan Rickman jako pułkownik Brandon
- Greg Wise jako John Willoughby
- Imelda Staunton jako Charlotte Palmer
- Imogen Stubbs jako Lucy Steele
- James Fleet jako John Dashwood
- Tom Wilkinson jako pan Dashwood
- Harriet Walter jako Fanny Dashwood
- Gemma Jones jako pani Dashwood
- Emilie François jako Margaret Dashwood
- Elizabeth Spriggs jako pani Jennings
- Robert Hardy jako sir John Middleton
- Ian Brimble jako Thomas
- Isabelle Amyes jako Betsy
- Hugh Laurie jako pan Palmer

## Nagrody i nominacje
Amerykańska Akademia Sztuki i Wiedzy Filmowej – Oscar
- Najlepszy scenariusz adaptowany – Emma Thompson
- nominacje:
  - Najlepszy film
  - Najlepsza aktorka pierwszoplanowa – Emma Thompson
  - Najlepsza aktorka drugoplanowa – Kate Winslet
  - Najlepsza muzyka oryginalna do dramatu – Patrick Doyle
  - Najlepsze kostiumy – Jenny Beavan, John Bright
  - Najlepsze zdjęcia – Michael Coulter

Hollywoodzkie Stowarzyszenie Prasy Zagranicznej – Złoty Glob
- Najlepszy dramat
- Najlepszy scenariusz – Emma Thompson
- nominacje:
  - Najlepsza aktorka w dramacie – Emma Thompson
  - Najlepsza aktorka drugoplanowa – Kate Winslet
  - Najlepszy reżyser – Ang Lee
  - Najlepsza muzyka – Patrick Doyle

Brytyjska Akademia Sztuk Filmowych i Telewizyjnych – BAFTA
- Najlepszy film
- Najlepsza aktorka pierwszoplanowa – Emma Thompson
- Najlepsza aktorka drugoplanowa – Kate Winslet
- nominacje: 
  - Nagroda im. Anthony’ego Asquitha za najlepszą muzykę filmową – Patrick Doyle
  - Nagroda im. Davida Leana za najlepszą reżyserię – Ang Lee
  - Najlepszy aktor drugoplanowy – Alan Rickman
  - Najlepsza aktorka drugoplanowa – Elizabeth Spriggs
  - Najlepsza charakteryzacja
  - Najlepsza scenografia – Luciana Arrighi
  - Najlepsze kostiumy – Jenny Beavan, John Bright
  - Najlepsze zdjęcia – Michael Coulter
  - Najlepszy scenariusz adaptowany – Emma Thompson

Międzynarodowy Festiwal Filmowy w Berlinie – Złoty Niedźwiedź
- Najlepszy film

Amerykańska Gildia Aktorów Filmowych – Aktor
- Najlepsza aktorka w roli drugoplanowej – Kate Winslet
- nominacje: 
  - Najlepsza aktorka w roli głównej – Emma Thompson
  - Najlepszy filmowy zespół aktorski – Emma Thompson, Hugh Grant, Kate Winslet, Alan Rickman

Międzynarodowa Akademia Prasy – Złota Satelita
- nominacja: Najlepsze wydanie DVD klasyków kina

Amerykański Instytut Filmowy
- 2002 – 70. miejsce na liście 100 najlepszych amerykańskich melodramatów wszech czasów

Amerykańska Gildia Reżyserów Filmowych
- nominacja: Najlepsze osiągnięcie reżyserskie w filmie fabularnym – Ang Lee

Amerykańska Gildia Scenarzystów
- Najlepszy scenariusz na podstawie materiałów wcześniej wyprodukowanych lub opublikowanych – Emma Thompson

Bostońskie Stowarzyszenie Krytyków Filmowych
- Najlepszy film
- Najlepszy reżyser – Ang Lee
- Najlepszy scenariusz – Emma Thompson

Stowarzyszenie Krytyków Filmowych z Los Angeles
- Najlepszy scenariusz – Emma Thompson

Stowarzyszenie Nowojorskich Krytyków Filmowych (NYFCC)
- Najlepszy reżyser – Ang Lee
- Najlepszy scenariusz – Emma Thompson